# Dolar Wysp Cooka
Dolar Wysp Cooka – oficjalna waluta Wysp Cooka. Dolar Wysp Cooka dzieli się na 100 centów i wspólnie z dolarem nowozelandzkim, z którym jest powiązany w stosunku 1:1, jest oficjalną walutą Wysp Cooka. 
Skrót waluty: COK.